# Louis-Guillaume de Hesse-Hombourg
Louis-Guillaume de Hesse-Hombourg (29 août 1770, Hombourg – 19 janvier 1839, Luxembourg) est landgrave de Hesse-Hombourg de 1829 à sa mort.

## Famille
Louis-Guillaume est le deuxième fils du landgrave Frédéric V de Hesse-Hombourg et de son épouse Caroline de Hesse-Darmstadt. En 1804, il épouse Augusta-Amélie (30 décembre 1778 – 16 juillet 1846), fille du prince Frédéric-Auguste de Nassau-Usingen. Ils n'ont pas d'enfants et divorcent en 1805.

## Biographie

### Carrière militaire
Louis-Guillaume fait ses études à Genève avec son frère aîné Frédéric VI. Il sert ensuite à partir de 1788 dans l'armée prussienne. En septembre 1793, il participe à la campagne militaire dans le territoire du Rhin et du Palatinat. Il est promu commandant en 1798, puis lieutenant-colonel en 1804. Il est fait prisonnier par les Français à la bataille d'Auerstaedt en 1806.
Après sa libération, il est nommé au grade de major-général d'infanterie de la garnison de Königsberg. Il participe à la réorganisation de l'armée dans le cadre des réformes prussiennes. Il est blessé lors de la bataille de Leipzig (1813) et promu général de corps d'armée la même année. Il commande un corps de l'armée du Nord aux Pays-Bas et participe à la campagne de France de 1814. Après la signature du deuxième traité de Paris de 1815, il est  nommé gouverneur de la forteresse de Luxembourg le 15 avril 1815. Lors de la campagne d'été de 1815, il combattit à nouveau dans le cadre de l'armée prussienne, commandant l'attaque d'artillerie sur la forteresse de Longwy le 2 juillet 1815, puis assiégeant la forteresse du 11 août jusqu'à l'armistice du 8 septembre 1815.

### Règne
En 1829, Louis-Guillaume de Hesse-Homburg succède à son frère Frédéric à la tête du landgraviat de Hesse-Hombourg. Il est souvent absent, laissant le premier ministre Carl Friedrich Emil von Ibell (de) gérer les affaires de l'État. Malgré tout, Louis-Guillaume apporte quelques réformes au système éducatif de son pays, fondant une école commune aux enfants de confession évangélique, juive ou catholique. Inaugurée en 1831, cette école porte aujourd'hui le nom d'« école du landgrave Louis » (Landgraf-Ludwig-Schule).
En 1838, Louis-Guillaume célèbre ses cinquante ans dans l'armée prussienne, visite une dernière fois le landgraviat de Hesse-Hombourg et retourne au Luxembourg où il meurt le 19 janvier 1839. Il est inhumé dans la crypte du château de Hombourg. Son frère cadet Philippe lui succède.